# Thief (computerspelserie)
Thief is een computerspelserie bekend van stealth gameplay. Er zijn tot op heden vier spellen in de serie uitgebracht. De eerste drie spellen in de serie werden uitgegeven door Eidos Interactive; in 2009 werd Eidos Interactive opgeheven en werd onderdeel van Square Enix, onder wiens noemer de spellen nu worden uitgegeven.

## Geschiedenis
De eerste twee spellen ontworpen zijn door Looking Glass Studios ontwikkeld, Thief: The Dark Project (1998) en Thief II: The Metal Age (2000). Beide spellen weken af van de andere 3D-spellen in hun tijd. Zij dwongen de speler verborgen te blijven en het doden van anderen betekende op de hoogste moeilijkheidsgraad het falen van de missie. 
Toen Looking Glass Studios in 2000 failliet ging, werd in 2003 een andere ontwikkelaar, Ion Storm, aangewezen om een nieuw spel in de serie te maken. Hiervoor konden ze een groot deel van het originele team aan boord halen.
In 2004 kwam Thief: Deadly Shadows (eerder bekend als "Thief III") van Ion Storm dan ook uit, compleet met een nieuwe grafische engine, gebaseerd op de Unreal Engine 2. Deze hadden ze eerder ook gebruikt voor Deus Ex: Invisible War.
In maart 2013 werd het vierde deel van Thief aangekondigd. In februari 2014 kwam het spel, simpelweg Thief genaamd, uit.

## Spellen
| Release | Titel                   | Ontwikkelaar          | Uitgever                             | Platform                                                  |
| ------- | ----------------------- | --------------------- | ------------------------------------ | --------------------------------------------------------- |
| 1998    | Thief: The Dark Project | Looking Glass Studios | Eidos Interactive                    | Windows                                                   |
| 2000    | Thief II: The Metal Age | Looking Glass Studios | Eidos Interactive, Sold-Out Software | Windows                                                   |
| 2004    | Thief: Deadly Shadows   | Ion Storm             | Eidos Interactive                    | Windows, Xbox                                             |
| 2014    | Thief                   | Eidos Montreal        | Square Enix                          | PlayStation 3, PlayStation 4, Windows, Xbox 360, Xbox One |